# Lommel SK (2554)

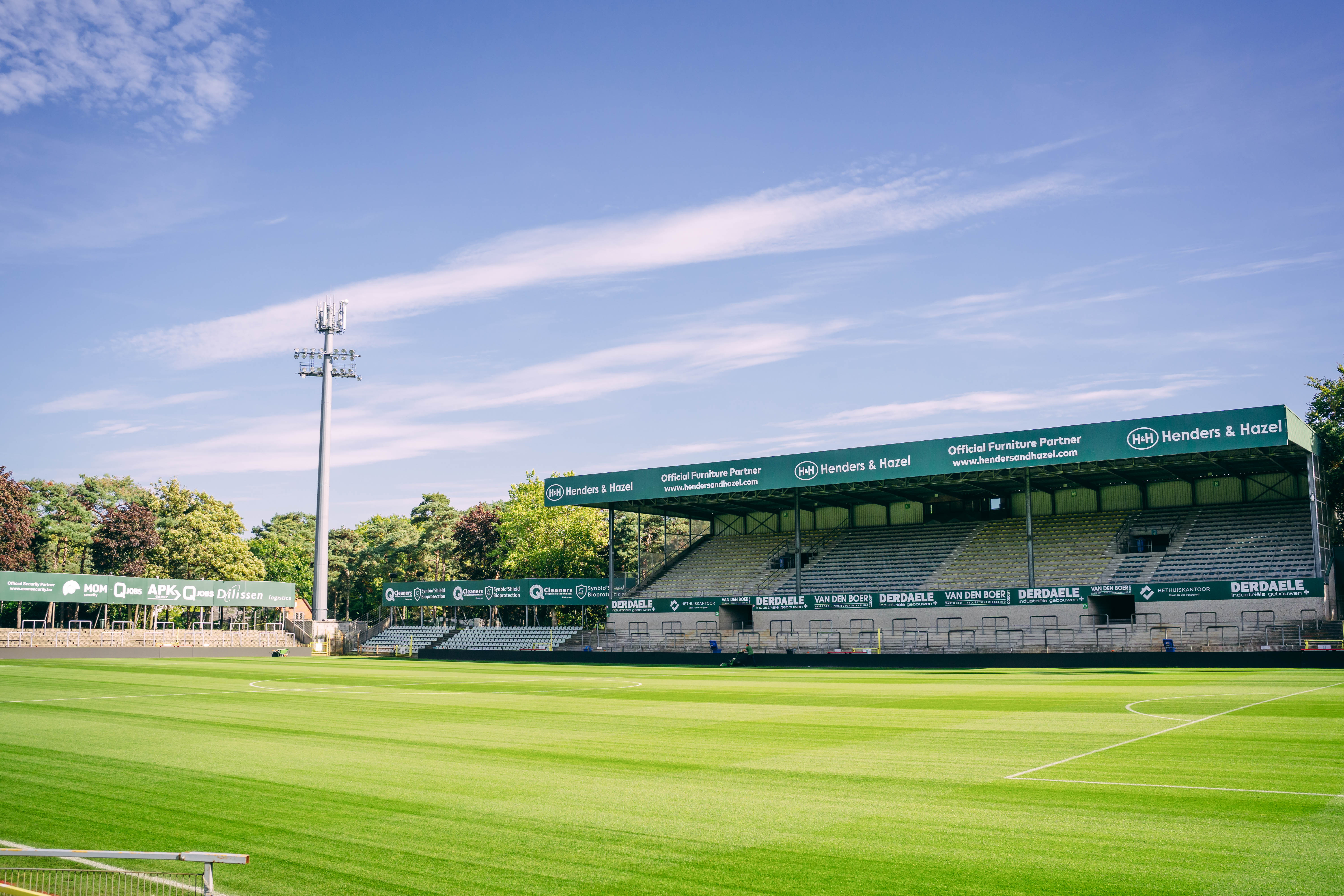
Het Soevereinstadion in Lommel in 2023.

Lommel SK is een Belgische voetbalclub uit de Limburgse Kempen. De club draagt stamnummer 1986 en speelt in het Soevereinstadion (voorheen Stedelijk Sportstadion) in Lommel. Ook wordt het stadion in de volksmond vaak "De Gestelsedijk" genoemd; de Gestelsedijk is tevens een van de wegen in de nabijheid van het stadion die Lommel verbindt met het Nederlandse Luyksgestel. Op 11 mei 2020 werd de club overgenomen door de City Football Group.

## Geschiedenis

### Voorgeschiedenis
De wortels van de club gaan terug tot Vlug & Vrij Overpelt-Usines, dat in de jaren 20 werd opgericht en zich in 1927 aansloot bij de Belgische Voetbalbond met stamnummer 1064. De club werd geschrapt in 1933, maar werd opnieuw opgericht in 1937 als Vlug & Vrij Overpelt. Men sloot zich opnieuw bij de Voetbalbond aan en kreeg er nu stamnummer 2554. Overpelt-Fabriek, zoals de naam in de volksmond werd genoemd naar de gelijknamige wijk met zijn zinkfabriek, was de club van de arbeiders met een volks karakter. De ploeg speelde in het stadion De Leukens in Overpelt. In 1954 bereikte de club de nationale reeksen. Na drie jaar in Vierde Klasse stootte men in 1957 zelfs door naar Derde klasse. Eind jaren 50 werd de clubnaam officieel voluit Vlug en Vrij Overpelt-Fabriek. In 1982 promoveerde men naar Tweede Klasse, waar men drie jaar bleef spelen. Daarna pendelde de club nog verscheidene jaren op en neer tussen Tweede en Vierde Klasse. In 1987 werd de club koninklijk, zodat de clubnaam in 1988 Koninklijke Vlug en Vrij Overpelt-Fabriek werd. Halverwege de jaren 90 speelde men nog eens drie seizoenen in Tweede. Men bereikte echter nooit de hoogste klasse.

### KVSK United Overpelt-Lommel
In het seizoen 2002/03 speelde KVVO in Derde Klasse, op het moment dat buur Lommel SK failliet ging en door de voetbalbond geschrapt werd. KFC Lommel SK was in 1932 opgericht, en kende als hoogtepunt het behalen van de Belgische Bekerfinale in 2001 en Intertoto-voetbal in 1997 en 1998. Overpelt-Fabriek en Lommel fusioneerden tot Koninklijke United Overpelt Lommel, meestal KVSK United Overpelt-Lommel genoemd. De fusieclub nam het stamnummer 2554 van Overpelt over (het stamnummer van Lommel bestond immers niet meer door het faillissement), maar ging spelen in het stadion van Lommel. De B-kern en de nationale jeugdploegen gingen aanvankelijk spelen in het stadion van Overpelt, De Leukens, maar trokken in het seizoen 2006-2007 ook naar Lommel. De clubkleuren van Lommel (wit en groen) en Overpelt (rood en blauw) werden samengenomen als nieuwe clubkleuren. In 2003/04 ging men van start in de Derde Klasse, waar men tweede eindigde en net de promotie miste. In 2004/05 werd de ploeg ongeslagen kampioen (alle 30 wedstrijden ongeslagen). De promotie naar Tweede Klasse was een feit.

#### Tweede Klasse
In het seizoen 2005/06 werd KVSK de eerste periodekampioen en streed het voor de titel. Toen enkele speeldagen voor het einde de punten van het failliete K. Beringen-Heusden-Zolder werden geschrapt, kwam KVSK plots ruim op kop voor RAEC Mons. Toch gaf men op de laatste speeldag nog de titel uit handen, na een 2-1 nederlaag bij OH Leuven, en werd men naar de eindronde verwezen. In die eindronde werd de tweede plaats behaald, na Lierse SK, dat voorlaatste was geworden in de Eerste Klasse.
Voor het seizoen 2006/07 werd de lat hoog gelegd. KVSK werd bij de titelfavorieten gerekend, maar stelde teleur. Na zeventien speeldagen stond het pas dertiende met negentien punten. In de winterstop werd trainer Peter Balette ontslagen. Zijn taak werd overgenomen door de eerder bij Lierse ontslagen trainer René Trost, die echter na 8 weken en een teleurstellende 2 op 18 zelf ontslag nam. Hij werd opgevolgd door speler Philip Haagdoren; bijgestaan door Vital Vanaken. Haagdoren en Vanaken zorgden ervoor dat KVSK United zich van het behoud in Tweede Klasse kon verzekeren.
Guido Brepoels, voormalig trainer van OH Leuven, werd voor het seizoen 2007/08 aangesteld als hoofdtrainer. Onder zijn impuls speelde KVSK United een behoorlijk seizoen met als eindresultaat een vierde plaats. Dankzij deze vierde plaats mocht de club deelnemen aan de eindronde, waar men op een derde plaats eindigde met zes punten. AFC Tubize promoveerde met het maximum van de punten. Hierna vertrok Guido Brepoels naar provinciegenoot STVV om daar de positie van hoofdtrainer op te nemen.
Als opvolger voor het seizoen 2008/09 trok KVSK United Gelenaar Dany David aan. Nadat KVSK United in 19 wedstrijden slechts 20 punten verzamelde, wierp Dany David de handdoek in de ring. Als opvolger werd Franky Van der Elst aangeduid, die de Noord-Limburgers vanuit een precaire positie naar de veilige middenmoot loodste, met een negende plaats als eindpunt.

### Lommel United
Op 25 november 2009 werd besloten dat KVSK United, nadat het stadsbestuur van Lommel een nieuwe financiële overeenkomst met de club goedkeurde, de naam Lommel prominenter zou opnemen in de clubnaam vanaf het seizoen 2010/11. Na een fusie met derdeklasser KFC Racing Mol-Wezel (eerder een opslorping van de voormalige derdeklasser) ging de ploeg spelen onder de naam Lommel United.

#### Eerste Successen
In het seizoen 2009-2010 beleefde KVSK United een succesjaar, het legde lang het ongenaakbare K Lierse SK het vuur aan de schenen om uiteindelijk als tweede in de competitie te eindigen. In de daarop volgende eindronde wist de club beslag te leggen op de derde plaats.
Het seizoen 2010-2011 verliep zelfs nog succesvoller voor de Noord-Limburgers. Na lange tijd aan de leiding gestaan te hebben in de rangschikking snoepte echter OH Leuven de kampioenstitel weg. In de daaropvolgende eindronde was het Waasland-Beveren dat de promotie naar de Jupiler League verzekerde. Het mislopen van de promotie betekende meteen het einde van een generatie, want bijna de volledige basiself van Lommel United zoekt andere sportieve oorden op.

#### Terugval
Met een sterk verjongde kern vatte Lommel United het seizoen 2011-2012 aan, maar ziet eerst prijsschutter Jeroen Ketting en later ook de succesvolle en populaire coach Franky Van der Elst vertrekken. Assistent-trainer Philip Haagdoren neemt over en onder zijn leiding behaalt het jeugdige gezelschap een verdienstelijke vijfde plaats in de eindafrekening.
Voor het seizoen 2012-2013 gaat Lommel United op de ingeslagen weg verder en worden ook enkele oude bekenden als Dieter Dekelver en Wouter Scheelen teruggehaald. Na een aanvankelijk veelbelovende start, zakken de Noord-Limburgers echter terug naar de middenmoot. Als dan ook spits Alessandro Cerigioni tijdens de wintertransferperiode overstapt naar OH Leuven en een magere 0 op 12 volgt, kunnen de sportieve ambities opgeborgen worden.
Dankzij de inbreng na de winterstop van Genk-huurling Leandro Trossard en de ontbolstering van Hans Vanaken speelt Lommel United nog een sterk seizoenseinde met een zesde plaats als resultaat in de eindstand. Het Lommels goudhaantje Hans Vanaken ziet zijn sterke prestaties beloond worden met een transfer naar eersteklasser Lokeren.
In april 2013 maakte de club bekend dat Philip Haagdoren een stap terug zet om weer assistent-coach te worden. Het hoofdtrainerschap wordt vanaf het seizoen 2013-2014 overgenomen door Stijn Vreven. Onder zijn leiderschap speelt Lommel United een sterk seizoen wat bekroond wordt met een verdienstelijke vijfde plaats.
In het seizoen 2014-2015 doet Stijn Vreven en Lommel United het nog beter. Tot op de voorlaatste speeldag strijdt het mee voor de titel, maar ziet die uiteindelijk gaan naar gouwgenoot STVV In de daarop volgende eindronde is echter het vet van de soep en zo promoveert OH Leuven naar de Jupiler League.

#### Eerste Klasse B
Het seizoen 2015/16 was het laatste waarin de traditionele 'Tweede klasse' bestond in het Belgisch betaald voetbal. De KBVB maakte een splitsing tussen profvoetbal (24 clubs) en amateurvoetbal. De acht best gerangschikte clubs in de Tweede klasse die voldeden aan de licentievoorwaarden voor het profvoetbal gingen net als de zestien profclubs uit de Eerste klasse deel uitmaken van het profcircuit. Trainer Bart De Roover werd aangesteld om de plaats in het profvoetbal te verzekeren, maar werd in februari 2016 doorgestuurd. Karel Fraeye nam het roer over en onder zijn leiding verzekerde Lommel United zich van een plaats in de top 8.  Onder andere door een uitzege bij Antwerp FC (0-1) en een scoreloos gelijkpel bij Lierse SK was Lommel een speeldag voor het einde zeker van de top 8 en het profbestaan.
Lommel United startte goed aan het eerste seizoen als profclub in Eerste Klasse B, maar kende vervolgens een terugval waarin het 2 punten op 21 behaalde. Een resultaat waarvoor trainer Karel Fraeye het gelag betaalde. Na de zwaarste nederlaag in de clubgeschiedenis, 3:6 tegen Tubize werd in onderling overleg de samenwerking met de oefenmeester stopgezet. Als opvolger werd op 28 oktober Walter Meeuws aangesteld als T1. Het verblijf van de Gierlenaar was echter van korte duur en kwam al op 23 november tot een einde, na 4 wedstrijden aan het roer waarin 4 punten behaald werden. Sportief coördinator Tom Van Imschoot werd door het clubbestuur aangesteld als opvolger. Ook met deze derde oefenmeester kende Lommel United weinig sportief succes. Het eindigde achtste en laatste met 18 punten en 12 punten achterstand op de voorlaatste OH Leuven . In de daaropvolgende playdowns kende Lommel United wel een remonte, maar in het beslissende duel uit tegen OH Leuven  verloor het met 2-1 en was de sportieve degradatie naar de 1e amateurklasse een feit.

### Lommel SK
Na afloop van het seizoen 2016/17, waarin Lommel naar eerste klasse amateurs degradeerde, werd de clubnaam veranderd in Lommel SK. Eind juni 2017 stelde het bestuur van Lommel SK een nieuw logo voor en gaf het een stand van zaken rond het stadionproject. Tevens lichtte men de ambitie om zo snel mogelijk terug te keren naar de 1B-reeks toe. Om dit doel te realiseren trok Lommel SK Wouter Vrancken aan als nieuwe hoofdtrainer.
Na 9 competitiewedstrijden en met Lommel SK op de eerste plaats in de rangschikking met 20 punten stopte Wouter Vrancken op 28 oktober 2017 echter als hoofdtrainer omwille van persoonlijke redenen. Als opvolger stelde het clubbestuur sportief coördinator Tom Van Imschoot aan. Onder het trainerschap van Van Imschoot haalde Lommel SK op de 26e speeldag, na een 1-2 overwinning bij Châtelet-Farciennes definitief de 1e plaats binnen in de reguliere competitie van de 1e amateurliga. De uiteindelijke kampioenschapstitel gaat echter, na een overbodige eindronde met Dessel Sport en Deinze, naar het West-Vlaamse Knokke. Daar Lommel SK als enige uit de top 4 voldeed aan de licentievoorwaarden, promoveerde het naar de 1B-reeks voor het seizoen 2018-2019.

#### Investeringen
Lommel SK wist zich in het seizoen 2018-2019 te handhaven in de 1B-reeks nadat het eindigde op een 7e plaats. Na afloop van het seizoen op 15 mei 2019 kondigde de club de komst van twee nieuwe investeerders, sportconsulent Rudi Vandenput en de Israëlische sportadvocaat Udi Shochatovitch, aan. Udi Shochatovitch zal 2,6 miljoen investeren in de club. Rudi Vandenput wordt bestuurder en medeaandeelhouder van de club. Met de komst van deze twee investeerders wil men club de toekomst van de club en de jeugdwerking veilig stellen. Hierbij is het de uitdrukkelijke bedoeling om de jeugdwerking nog uit te breiden en om de supporters nauwer bij de clubwerking te betrekken door de oprichting van een Lommel SK Foundation voor de organisatie van sociale projecten.
Om dit alles in goede banen te leiden stelt de club Ronny Van Geneugden aan als technisch directeur en vervangt de IJslander Stefan Gislason de naar KRC Genk vertrokken Tom Van Imschoot als hoofdtrainer. In oktober 2019 volgt de aanstelling van clubicoon Harm van Veldhoven als operationeel directeur.
Na een teleurstellende start waarbij Lommel SK 7 punten op 30 haalt en op de voorlaatste plaats staat in de rangschikking, betaalt trainer Stefan Gislason het gelag op 17 oktober 2019. De 55-jarige Peter Maes volgt de IJslander op. Ook op het bestuurlijk vlak ondergaat de club een wijziging, Algemeen directeur Rudi Vandenput neemt na vijf maanden afscheid. Onder Maes waren de resulaten beduidend beter, Lommel wist zich uit de play-downsplaatsen te loodsen. Ook wist men zich voor het eerst sinds de invoering van de play-offs in 2010 voor play-off 2 te plaatsen. Deze werden echter niet meer gespeeld door de coronacrisis in België. Lommel's eigenaar deed hierdoor krampachtig over het betalen van de spelerslonen tijdens deze periode. Dit was een van de oorzaken dat Lommel een van de zeven profclubs was die bij de licentiecommissie geen licentie kreeg. Groen-wit trok net zoals de andere 6 clubs naar het Belgisch Arbitragehof voor de Sport. Hier wist Lommel haar licentie te behalen op 11 Mei 2020.

#### Overname
Op 11 mei 2020 wordt Lommel SK opgenomen in de City Football Group (CFG), een Britse holding gefinancierd door de Abu Dhabi United Group (ADUG).
Clubs die behoren tot CFG delen een voetbalfilosofie die gebaseerd is op aanvallend voetbal met passing en balbezit. Binnen CFG is Lommel SK het kleine broertje van o.a. het Engelse Manchester City.
De 34-jarige Engelsman Liam Manning, eerder actief als hoofd jeugdopleiding bij New York City, wordt op 10 juli 2020 aangesteld als hoofdcoach. Na 16 maanden in functie wordt, in onderling overleg, op 21 oktober 2020 de samenwerking met technisch directeur Ronny Van Geneugden beëindigd.
Het eerste seizoen onder de CFG-vlag kenmerkt zich door het beheersen van de gevolgen van de Covid-19 pandemie en de eerste instroom van (jong) binnen- en buitenlands talent. De klemtoon wordt gelegd op de opleiding van jonge talenten als Manfred Ugalde, Vinicius Souza en Koki Saito. Op 18 februari 2021 wordt de Engelsman Mike Green voorgesteld als nieuwe CEO, het voormalige hoofd van 'City in the Community (CITC)' binnen CFG vervangt Harm van Veldhoven die een nieuwe rol krijgt als voorzitter van Lommel SK. In mei 2021 verhuist Green van Manchester naar Noord-Limburg om er zijn nieuwe taak op te nemen.
Lommel SK sluit haar eerste seizoen als onderdeel van de CFG af op een derde plaats na de ongenaakbare kampioen R Union SG en RFC Seraing, die beiden promoveren naar de Jupiler Pro League. Na het seizoen besluit CFG om de talenten Manfred Ugalde en Vinicius Souza< op huurbasis elders te stallen, respectievelijk bij FC Utrecht en YR KV Mechelen.
Het tweede seizoen onder de CFG-vlag kent echter een tumultueus verloop. Vijf dagen voor de eerste competitiewedstrijd van het seizoen 2021-2022 tegen Waasland-Beveren neemt coach Liam Manning ontslag om aan de slag te gaan bij het Engelse MK Dons. Daarna wordt Op 21 augustus T2 Peter van der Veen aangesteld als nieuwe hoofdcoach. De 49-jarige Rotterdammer won in 2019 als coach van de U17 van Oranje het Europees kampioenschap. Na minder dan vier maanden eindigt op 13 december 2021 echter de samenwerking met Peter van der Veen.
T2 Luiz Felipe die eerst de Nederlander tijdelijk vervangt, krijgt de job van hoofdcoach op interimbasis officieel op 18 januari 2022. Een taak die na drie nederlagen op rij en 20 dagen later stopt. Nadat T2 Patrick Greveraars voor één wedstrijd de honeurs waarneemt, wordt op 16 februari 2022 de 70-jarige Engelsman Brian Eastick aangesteld als nieuwe hoofdcoach tot het einde van het seizoen.
Op 14 juli 2022 stelde Lommel SK haar nieuw clublogo voor en werd bekend dat de club het oorspronkelijke stamnummer, 1986, teruggekocht heeft. Voor het seizoen 2022-2023 werd de Engelsman Steve Bould aangeduid als T1.
Als doelstelling voor het seizoen wordt het behalen van de top zes vooropgesteld om zo zich van deelname te verzekeren aan de Promotion Play Offs. Na de reguliere competitie eindigen de Noord-Limburgers echter op een zevende plaats en moet groenwit aan de slag in de Relegation Play Offs. Die zevende plaats wordt uiteindelijk ook de positie waarop de Noord-Limburgers de competitie afsluiten na tien wedstrijden in die degradatiepoule.

#### Hernieuwde ambitie bij aanvang van het vierde seizoen CFG
Met de uitgesproken ambitie om mee te strijden voor promotie vat Lommel SK het seizoen 2023-2024 aan. Om dit doel te realiseren worden met Igor Vetokele, Dries Wouters en Lucas Schoofs enkele spelers met ervaring op het hoogste niveau aangetrokken. Na de reguliere competitie eindigt Lommel SK op een vierde plaats waardoor het zich verzekert van deelname aan de Promotion Play-Offs.
Nadat eerst SV Zulte Waregen en KMSK Deinze in dubbele confrontaties verslagen worden, volgen er barragewedestrijden tegen eersteklasser KV Kortrijk voor het resterende promotieticket. In deze barragewedstrijden verliest Lommel SK uiteindelijk van de eersteklasser.

#### Afscheid van club-iconen Glenn Neven en Robin Henkens
Voor aanvang van het seizoen 2024-2025 neemt groenwit met Glenn Neven en Robin Henkens afscheid van twee clubiconen. Centrale verdediger en kapitein Glenn Neven speelde 304 officiële wedstrijden in de Lommelse kleuren terwijl middenvelder Robin Henkens er 248 op zijn conto had.
Midden september 2024 wordt bekend dat CEO Mike Green een nieuwe rol opneemt binnen de City Football Group. De 54-jarige Nederlander Mattijs Manders wordt vanaf 19 oktober 2024 aangesteld als zijn opvolger. De nieuwe CEO komt over van CFG-zusterclub Estac Troyes en was in een verder verleden o.a. Algemeen Directeur bij NAC Breda, Eredivisie CV en ADO Den Haag.

## Erelijst

### Nationaal
Belgische Derde Klasse
Winnaar (2): 1981/82, 2004/05
Belgische Vierde Klasse
Winnaar (1): 1956/57, 1990/91
Trofee Jules Pappaert
winnaar (2): 1965, 2006

## Resultaten
| Seizoen                  | Klasse | Klasse | Klasse | Klasse | Klasse | Klasse | Reeks                                     | Punten                                                   | Opmerkingen |
|                          | I      | I      | II     | III    | P.II   | P.III  |                                           |                                                          | |
| ------------------------ | ------ | ------ | ------ | ------ | ------ | ------ | ----------------------------------------- | -------------------------------------------------------- | --- |
| Als VV Overpelt-Fabriek  |        |        |        |        |        |        |                                           |                                                          | |
| 1937/38                  |        |        |        |        |        | 1      | Derde prov. Lim.                          | 8                                                        | |
| 1938/39                  |        |        |        |        | 2      |        | Tweede prov. Lim.                         | 34                                                       | |
| 1939/40                  |        |        |        |        | 2      |        | Tweede prov. Lim.                         | 16                                                       | |
| 1940/41                  |        |        |        |        |        |        |                                           |                                                          | Geen competitie door Wereldoorlog II                                                                                  |
| 1941/42                  |        |        |        |        | 3      |        | Tweede prov. Lim.                         | 37                                                       | |
| 1942/43                  |        |        |        |        | 2      |        | Tweede prov. Lim.                         | 35                                                       | |
| 1943/44                  |        |        |        |        | 11     |        | Tweede prov. Lim.                         | 23                                                       | |
| 1944/45                  |        |        |        |        | 9      |        | Tweede prov. Lim.                         | 9                                                        | |
| 1945/46                  |        |        |        |        | 9      |        | Tweede prov. Lim.                         | 43                                                       | |
| 1946/47                  |        |        |        |        | 10     |        | Tweede prov. Lim.                         | 33                                                       | |
| 1947/48                  |        |        |        |        | 12     |        | Tweede prov. Lim.                         | 27                                                       | |
| 1948/49                  |        |        |        |        | 13     |        | Tweede prov. Lim.                         | 25                                                       | |
| 1949/50                  |        |        |        |        | 7      |        | Tweede prov. Lim.                         | 29                                                       | |
| 1950/51                  |        |        |        |        | 3      |        | Tweede prov. Lim.                         | 41                                                       | |
| 1951/52                  |        |        |        |        | 3      |        | Tweede prov. Lim.                         | 39                                                       | |
|                          | I      | I      | II     | III    | IV     | P.I    | Vanaf 1952-53 zijn er 4 nationale niveaus | Vanaf 1952-53 zijn er 4 nationale niveaus                | Vanaf 1952-53 zijn er 4 nationale niveaus                                                                             |
| 1952/53                  |        |        |        |        |        | 2      | Eerste prov. Lim.                         | 44                                                       | |
| 1953/54                  |        |        |        |        |        | 1      | Eerste prov. Lim.                         | 46                                                       | |
| 1954/55                  |        |        |        |        | 6      |        | Vierde klasse A                           | 34                                                       | |
| 1955/56                  |        |        |        |        | 4      |        | Vierde klasse B                           | 39                                                       | |
| 1956/57                  |        |        |        |        | 1      |        | Vierde klasse A                           | 44                                                       | |
| 1957/58                  |        |        |        | 9      |        |        | Derde klasse B                            | 29                                                       | |
| 1958/59                  |        |        |        | 12     |        |        | Derde klasse A                            | 28                                                       | |
| 1959/60                  |        |        |        | 10     |        |        | Derde klasse A                            | 28                                                       | |
| 1960/61                  |        |        |        | 6      |        |        | Derde klasse B                            | 31                                                       | |
| 1961/62                  |        |        |        | 6      |        |        | Derde klasse A                            | 32                                                       | |
| 1962/63                  |        |        |        | 5      |        |        | Derde klasse B                            | 36                                                       | |
| 1963/64                  |        |        |        | 4      |        |        | Derde klasse A                            | 36                                                       | |
| 1964/65                  |        |        |        | 2      |        |        | Derde klasse B                            | 37                                                       | |
| 1965/66                  |        |        |        | 6      |        |        | Derde klasse A                            | 33                                                       | |
| 1966/67                  |        |        |        | 7      |        |        | Derde klasse B                            | 30                                                       | |
| 1967/68                  |        |        |        | 5      |        |        | Derde klasse A                            | 34                                                       | |
| 1968/69                  |        |        |        | 7      |        |        | Derde klasse A                            | 35                                                       | |
| 1969/70                  |        |        |        | 8      |        |        | Derde klasse B                            | 32                                                       | |
| 1970/71                  |        |        |        | 8      |        |        | Derde klasse A                            | 28                                                       | |
| 1971/72                  |        |        |        | 8      |        |        | Derde klasse B                            | 30                                                       | |
| 1972/73                  |        |        |        | 10     |        |        | Derde klasse A                            | 26                                                       | |
| 1973/74                  |        |        |        | 6      |        |        | Derde klasse A                            | 34                                                       | |
| 1974/75                  |        |        |        | 2      |        |        | Derde klasse B                            | 41                                                       | |
| 1975/76                  |        |        |        | 4      |        |        | Derde klasse B                            | 35                                                       | |
| 1976/77                  |        |        |        | 7      |        |        | Derde klasse B                            | 32                                                       | |
| 1977/78                  |        |        |        | 5      |        |        | Derde klasse A                            | 32                                                       | |
| 1978/79                  |        |        |        | 9      |        |        | Derde klasse B                            | 30                                                       | |
| 1979/80                  |        |        |        | 5      |        |        | Derde klasse B                            | 35                                                       | |
| 1980/81                  |        |        |        | 6      |        |        | Derde klasse B                            | 33                                                       | |
| 1981/82                  |        |        |        | 1      |        |        | Derde klasse B                            | 41                                                       | |
| 1982/83                  |        |        | 13     |        |        |        | Tweede klasse                             | 22                                                       | |
| 1983/84                  |        |        | 14     |        |        |        | Tweede klasse                             | 23                                                       | |
| 1984/85                  |        |        | 16     |        |        |        | Tweede klasse                             | 17                                                       | |
| 1985/86                  |        |        |        | 5      |        |        | Derde klasse B                            | 34                                                       | |
| 1986/87                  |        |        |        | 14     |        |        | Derde klasse B                            | 24                                                       | |
| 1987/88                  |        |        |        | 14     |        |        | Derde klasse B                            | 23                                                       | |
| Als KVV Overpelt-Fabriek |        |        |        |        |        |        |                                           |                                                          | |
| 1988/89                  |        |        |        | 15     |        |        | Derde klasse B                            | 24                                                       | |
| 1989/90                  |        |        |        |        | 6      |        | Vierde klasse C                           | 33                                                       | |
| 1990/91                  |        |        |        |        | 1      |        | Vierde klasse D                           | 50                                                       | |
| 1991/92                  |        |        |        | 3      |        |        | Derde klasse B                            | 39                                                       | |
| 1992/93                  |        |        |        | 9      |        |        | Derde klasse B                            | 30                                                       | |
| 1993/94                  |        |        |        | 3      |        |        | Derde klasse B                            | 41                                                       | |
| 1994/95                  |        |        | 11     |        |        |        | Tweede klasse                             | 31                                                       | |
| 1995/96                  |        |        | 15     |        |        |        | Tweede klasse                             | 36                                                       | |
| 1996/97                  |        |        | 18     |        |        |        | Tweede klasse                             | 18                                                       | |
| 1997/98                  |        |        |        | 14     |        |        | Derde klasse B                            | 25                                                       | |
| 1998/99                  |        |        |        |        | 6      |        | Vierde klasse C                           | 48                                                       | Winst in eindronde voor promotie tegen KFC Rhodienne-Verrewinkel (4-1), K. Stade Leuven (2-1) en KSK Maldegem (5-1)   |
| 1999/00                  |        |        |        | 13     |        |        | Derde klasse B                            | 34                                                       | |
| 2000/01                  |        |        |        | 11     |        |        | Derde klasse B                            | 36                                                       | |
| 2001/02                  |        |        |        | 9      |        |        | Derde klasse B                            | 39                                                       | |
| 2002/03                  |        |        |        | 9      |        |        | Derde klasse B                            | 35                                                       | |
| Als KVSK United          |        |        |        |        |        |        |                                           |                                                          | |
| 2003/04                  |        |        |        | 2      |        |        | Derde klasse B                            | 55                                                       | Winst in eindronde tegen Bocholter VV, maar verlies tegen KV Turnhout                                                 |
| 2004/05                  |        |        |        | 1      |        |        | Derde klasse B                            | 78                                                       | |
| 2005/06                  |        |        | 2      |        |        |        | Tweede klasse                             | 61                                                       | Tweede in eindronde met 10 punten                                                                                     |
| 2006/07                  |        |        | 15     |        |        |        | Tweede klasse                             | 36                                                       | |
| 2007/08                  |        |        | 4      |        |        |        | Tweede klasse                             | 60                                                       | Derde in eindronde met 6 punten                                                                                       |
| 2008/09                  |        |        | 9      |        |        |        | Tweede klasse                             | 51                                                       | |
| 2009/10                  |        |        | 2      |        |        |        | Tweede Klasse                             | 70                                                       | Derde in eindronde met 6 punten                                                                                       |
| Als Lommel United        |        |        |        |        |        |        |                                           |                                                          | |
| 2010/11                  |        |        | 2      |        |        |        | Tweede klasse                             | 65                                                       | Derde in eindronde met 9 punten                                                                                       |
| 2011/12                  |        |        | 5      |        |        |        | Tweede klasse                             | 52                                                       | |
| 2012/13                  |        |        | 6      |        |        |        | Tweede klasse                             | 50                                                       | |
| 2013/14                  |        |        | 5      |        |        |        | Tweede klasse                             | 59                                                       | |
| 2014/15                  |        |        | 2      |        |        |        | Tweede klasse                             | 70                                                       | Vierde in eindronde met 4 punten                                                                                      |
| 2015/16                  |        |        | 8      |        |        |        | Tweede klasse                             | 50                                                       | |
|                          | 1A     | 1B     | 1Am    | 2Am    | 3Am    | P.I    |                                           | Vanaf 2016-17 zijn er 3 nationale en 2 regionale niveaus | Vanaf 2016-17 zijn er 3 nationale en 2 regionale niveaus                                                              |
| 2016/17                  |        | 8      |        |        |        |        | Eerste klasse B                           | 18                                                       | |
| Als Lommel SK            |        |        |        |        |        |        |                                           |                                                          | |
| 2017/18                  |        |        | 2      |        |        |        | Eerste klasse amateurs                    | 46                                                       | Eerste na reguliere competitie met 71 punten, promotie naar 1B, omdat kampioen Royal Knokke FC geen licentie aanvroeg |
| 2018/19                  |        | 6      |        |        |        |        | Eerste klasse B                           | 31                                                       | Zevende na playdowns met 23 punten                                                                                    |
| 2019/20                  |        | 6      |        |        |        |        | Eerste klasse B                           | 27                                                       | |
| 2020/21                  |        | 3      |        |        |        |        | Eerste klasse B                           | 43                                                       | |
| 2021/22                  |        | 6      |        |        |        |        | Eerste klasse B                           | 35                                                       | |
| 2022/23                  |        | 7      |        |        |        |        | Eerste klasse B                           | 32                                                       | Zevende na Relegation Play-offs met 51 punten                                                                         |
| 2023/24                  |        | 4      |        |        |        |        | Eerste klasse B                           | 52                                                       | |
| 2024/25                  |        | 11     |        |        |        |        | Eerste klasse B                           | 29                                                       | |

## Organisatie
| Nat.                                 | Naam                | Functie                 | Sinds |
| ------------------------------------ | ------------------- | ----------------------- | ----- |
| Vlag van Engeland                    | City Football Group | Eigenaar                | 2020  |
| Vlag van België · Vlag van Nederland | Harm van Veldhoven  | Voorzitter              | 2021  |
| Vlag van Nederland                   | Mattijs Manders     | Chief Executive Officer | 2024  |
| Vlag van België                      | Nick Rondelez       | Chief Financial Officer | 2019  |

## Spelerskern 2023-2024
| Nr.           | Naam                 | Nationaliteit       | Geboortedatum | Vorige club            |
| ------------- | -------------------- | ------------------- | ------------- | ---------------------- |
| Doelmannen    |                      |                     |               |                        |
| 1             | Nikola Ivezić        | Montenegro          | 1-04-2003     | FK Podgorica           |
| 12            | Francesco Di Bartolo | Italië              | 18-03-2005    | Udinese                |
| 20            | Jari De Busser       | België              | 21-10-1999    | KAA Gent               |
| Verdedigers   |                      |                     |               |                        |
| 2             | Kluiverth Aguilar    | Peru                | 05-05-2003    | Manchester City        |
| 3             | Rob Nizet            | België/ Senegal     | 14-04-2002    | US Lecce               |
| 4             | Stijn Wuytens        | België              | 08-10-1989    | AZ Alkmaar             |
| 5             | Dries Wouters        | België              | 28-01-1997    | FC Schalke 04          |
| 6             | Glenn Neven          | België              | 08-02-1990    | KSK Heist              |
| 13            | Jhon Banguera        | Colombia            | 03-04-2004    | Envigado FC            |
| 21            | Álvaro Santos        | Spanje              | 01-11-2005    | Celta de Vigo          |
| 38            | Yeboah Amankwah      | Ghana/ Engeland     | 19-10-2000    | Manchester City        |
| 51            | Nils Nieki           | België              | 13-05-2004    | eigen jeugd            |
| 79            | Sam De Grand         | Nederland           | 05-10-2004    | KRC Genk               |
|               | Jamal Baptiste       | Engeland            | 11-11-2003    | Manchester City U21    |
| Middenvelders |                      |                     |               |                        |
| 7             | Robin Henkens        | België              | 12-09-1988    | KVC Westerlo           |
| 8             | Dermane Karim        | Togo                | 26-12-2003    | Feyenoord              |
| 15            | Lucas Schoofs        | België              | 03-01-1997    | Heracles Almelo        |
| 23            | Àlex Granell         | Spanje              | 02-08-1988    | Club Bolívar           |
| 24            | Djordje Gordic       | Servië              | 05-11-2004    | FK Mladost Lučani      |
| 41            | Mathise Reumers      | België              | 31-03-2004    | eigen jeugd            |
| 44            | Lars Neyens          | België              | 26-12-2003    | eigen jeugd            |
| 64            | Tsoanelo Letsosa     | Schotland/ Lesotho  | 06-01-2004    | Celtic FC              |
|               | Leon Lalic           | Kroatië/ Oostenrijk | 23-01-2006    | Red Bull Salzburg      |
|               | Daniel McGrath       | Ierland/ Brazilië   | 28-01-2006    | Bohemians              |
| Aanvallers    |                      |                     |               |                        |
| 10            | Igor Vetokele        | België/ Angola      | 23-04-1992    | KVC Westerlo           |
| 11            | Amar Fatah           | Zweden/ Somalië     | 19-02-2004    | Troyes AC              |
| 17            | Lazar Mijović        | Montenegro          | 12-03-2003    | FK Budućnost Podgorica |
| 19            | Arthur Sales         | Brazilië            | 03-07-2001    | CR Vasco da Gama       |
| 30            | Zalán Vancsa         | Hongarije           | 27-10-2004    | MTK Boedapest FC       |
| 32            | Juho Talvitie        | Finland             | 25-03-2005    | FC Ilves               |
| 90            | Jordan Attah Kadiri  | Nigeria             | 11-03-2000    | Östersunds FK          |
|               | Hugo Weckmann        | Mexico              | 10-04-2004    | Club Tijuana           |

- = Aanvoerder

### Technische staf
| Functie                   | Naam             | Nationaliteit | Opmerking |
| ------------------------- | ---------------- | ------------- | --------- |
| Hoofdtrainer              | Steve Bould      | Engeland      |           |
| Assistent-trainer         | Ryan Garry       | Engeland      |           |
| Keeperstrainer            | Nicolas Nerinckx | België        |           |
| Sports Science & Medicine | Seppe Torfs      | België        |           |

## Bekende voormalige spelers

### KVSK United / Lommel United / Lommel SK
| - / Thomas Azevedo - Christophe Bertjens - Govert Boyen - / Loris Brogno - Davy Brouwers - / Alessandro Cerigioni - / Zinho Chergui - Michaël Clepkens - Jérôme Colinet - Wouter Corstjens - Gaëtan Coucke - Dylan De Belder | - Alexandre De Bruyn - Dimitri de Condé - Mike De Koninck - Ken Debauve - Giel Deferm - Christophe Delande - Guy Dufour - Marc Eberle - Vincent Euvrard - / Zinho Gano - Bart Goossens - / Yassin Gueroui | - Philip Haagdoren - Robin Henkens - Jochen Janssen - Jeroen Ketting - Toon Lenaerts - / Pieter Mbemba - / Leonardo Miramar Rocha - Glenn Neven - Patrice Noukeu - / Ahmet Öcal - Johanna Omolo - / Jason Oost | - Kevin Oris - Davy Oyen - / Marcos Pereira - Harald Pinxten - Lucas Pirard - / Romero Regales - Gilles Ruyssen - Wouter Scheelen - Lucas Schoofs - Björn Sengier - Sébastien Stin - / Din Sula | - Yannick Thoelen - Ode Thompson - Leandro Trossard - Hans Vanaken - Sam Vanaken - / Mirek Waligora |

### Overpelt-Fabriek
| - Rudi Boes - Wilfried Delbroek - Johan Devrindt - Willy van der Kuijlen - Marco Nys - Bart Peeters | - Jacky Peeters - Gerard Plessers - Wouter Scheelen - Vital Vanaken - Rudi Vossen |

## Statistieken
In derde klasse/eerste klasse amateurs:
- Grootste overwinning: Lommel SK - Excelsior Virton 6:0 (seizoen 2017-2018)
- Grootste nederlaag: Bocholter VV - KVSK United 5:1 (seizoen 2003-2004) en R. Knokke FC - Lommel SK 4:0

In tweede klasse/eerste klasse B:
- Grootste overwinning: KRC Mechelen - Lommel United 0:6 (seizoen 2014-2015)
- Grootste nederlaag: Antwerp FC - KVSK United 5:0 (seizoen 2005-2006) en Waasland-Beveren - Lommel United 5:0 (seizoen 2011-2012)

Toeschouwers sinds 2005:
- Meeste toeschouwers: KVSK United - STVV (0:1), 6.500 toeschouwers (seizoen 2008-2009)
- Minste toeschouwers: Lommel United - RWDM Brussels FC (1:0), 500 toeschouwers (seizoen 2012-2013)

## Gouden Elf van United
Tijdens het tiende seizoen in het bestaan van de club organiseerde de officiële Facebookpagina van Lommel United een peiling om het beste elftal samen te stellen uit de eerste tien seizoenen van de club.
Het volgend elftal kwam uit de bus:
| Sengier De Koninck Euvrard Pinxten Eberle Henkens Delande Haagdoren Scheelen Pereira Ketting                |
| Gouden Elf van United. Franky Van der Elst werd verkozen tot beste oefenmeester van de eerste 10 seizoenen. |

## Hall of Fame - Selecties en Doelpunten
Selecties Top 10
| No. | Naam               | Land            | Totaal | Competitie | Beker | Play-Offs |
| --- | ------------------ | --------------- | ------ | ---------- | ----- | --------- |
| 1.  | Wouter Scheelen    | Vlag van België | 330    | 281        | 23    | 26        |
| 2.  | Christophe Delande | Vlag van België | 312    | 267        | 21    | 24        |
| 3.  | Glenn Neven        | Vlag van België | 304    | 256        | 22    | 26        |
| 4.  | Toon Lenaerts      | Vlag van België | 258    | 221        | 19    | 18        |
| 5.  | Robin Henkens      | Vlag van België | 248    | 206        | 15    | 27        |
| 6.  | Sam Vanaken        | Vlag van België | 215    | 191        | 17    | 7         |
| 7.  | Jentl Gaethofs     | Vlag van België | 214    | 185        | 14    | 15        |
| 8.  | Mike De Koninck    | Vlag van België | 196    | 171        | 12    | 13        |
| 9.  | Ken Debauve        | Vlag van België | 173    | 150        | 12    | 11        |
| 10. | Bart Goossens      | Vlag van België | 166    | 146        | 10    | 10        |

 bijgewerkt tot 2 november 2024
Doelpunten Top 10
| No. | Naam                 | Land               | Totaal | Competitie | Beker | Play-Offs |
| --- | -------------------- | ------------------ | ------ | ---------- | ----- | --------- |
| 1.  | Wouter Scheelen      | Vlag van België    | 61     | 50         | 6     | 5         |
| 2.  | Jeroen Ketting       | Vlag van Nederland | 59     | 53         | 5     | 1         |
| 3.  | Mirek Waligora       | /                  | 54     | 50         | 4     | 0         |
| 4.  | Marcos Pereira       | /                  | 45     | 43         | 1     | 1         |
| 5.  | Davy Brouwers        | Vlag van België    | 44     | 41         | 1     | 2         |
| 6.  | Philip Haagdoren     | Vlag van België    | 38     | 32         | 4     | 2         |
| 7.  | Romero Regales       | /                  | 34     | 32         | 1     | 1         |
| 8.  | Alessandro Cerigioni | /                  | 32     | 23         | 3     | 6         |
| 9.  | Glenn Neven          | Vlag van België    | 28     | 22         | 2     | 4         |
| 10. | Guy Dufour           | Vlag van België    | 27     | 20         | 4     | 3         |

Tot en met 2 november 2024